# Laborde
Laborde é um município da província de Córdova, na Argentina.